# Fredrik IV av Neapel
Fredrik IV av Neapel, född 19 april 1452, död 9 november 1504, var kung av Neapel från 1496 till 1501. Han var andre son till Ferdinand II av Neapel och efterträdde sin brorson Ferdinand II vid dennes död. Kung Fredrik avsattes då Neapel erövrades av Frankrike. 